# Jednačina stanja realnog gasa
Realni gasovi su svi gasovi koji se mogu naći u prirodi. Kod njih nema nikakvih zanemarivanja i idealizovanja, zato za njih važi drugačija (tj. složenija) jednačina od jednačine idealnog gasa.

## Razlika između realnog i idealnog gasa
Idealni gas ne postoji u prirodi. Kod idealnih gasova važi sledeće: 
- Molekuli gasa su materijalne tačke beskonačno malog prečnika
- Kretanja molekula je po pravolinijskim putanjama, konstantnom brzinom pri čemu su pravci i smerovi jednako verovatni
- Sudar između molekula je apsolutno elastičan, centričan i ne dolazi do gubitka energije
- Međumolekulske privlačne sile su zanemarljive

Pošto je jasno da takvi gasovi ne postoje u prirodi, ali postoje pojedini gasovi koji pri veoma niskim pritiscima i veoma visokim temperaturama se približno ponašaju kao idealni gas.
- Da bi smo smanjili pritisak, moramo povećati zapreminu (za konstantnu temperature – izotermni proces) i samim tim povećava se rastojanje između molekula i njihove dimenzije u odnosu na rastojanje se sve više smanjuju i na taj način se povećava mogućnost njihovog zanemarivanja.
- Dok sa druge strane, ako povećavamo temperature, doći će do povećanja energije u česticama (tj. kinetičke energije, a samim tim i brzine čestica) i uticaj interakcije se smanjuje.

Zato je pri ovim uslovima razlika između realnog i idealnog gasa veoma mala.

### Gasovi kod kojih je razlika zanemarljiva
- jednoatomni: helijum (He), neon (Ne), argon (Ar), kripton (Kr), ksenon (Xe) i radon (Rn) – svi plemeniti gasovi
- dvoatomni: kiseonik (O2), azot (N2), vodonik (H2), ugljen-monoksid (CO)…
- višeatomni: metan (CH4), etilen
- smeše: vazduh, produkti sagorevanja SUS motora i ložišta…

Za realne gasove važi da molekuli imaju konačne dimenzije, a međumolekulske sile se ne mogu zanemariti i sudari su neelastični.
Mnogi gasovi čija je velika primena u industriji, kao što su vodena para, amonijačna para, živina para itd, ponašaju se kao realni gasovi.

## Jednačina stanja realnog gasa

### Van der Valsova jednačina
Ako budemo uračunavali dimenzije čestica i međumolekulske sile, lako ćemo jednačinu stanja idealnog gasa pretvoriti u Van der Valsovu jednačinu realnog gasa:
- Zapremina koje čestice koriste za kretanje (tj. zapremina okolo čestica) je manja od zapremine suda, jer i same čestice zauzimaju neku zapreminu:

Faktor za zapreminu  korigovao je Van der Vals.

Gde je  - broj molova gasa,  - zapremina koja zauzimaju molekuli jednog mola gasa.
- Pritisak koji određujemo zapravo je manji od stvarnog pritiska zbog međumolekulskih privlačnih sila. Pa važi:

Gde je  - odnos kvadratne vrednosti broja molova gasa i kvadrata zapremine,  - konstanta koja govori o tome koliko su jake međumolekulske sile.
Odavde se zamenom u:
dobija Van der Valsova jednačina stanja:
Na osnovu ove formule možemo tačnije meriti i vršiti eksperimente sa gasovima koji su svugde oko nas (gasovi koji su realni u prirodi).

## Literatura
- Mehanika,Talasno kretanje i Toplota, Francis Weston Sears, Naučna knjiga, Beograd 1962
- Termodinamika, Dr Vladmir Simeon, Školska knjiga, Zagreb 1980
- Termodinamika i Termotehnika priručnik, Bojan Đorđević, Vladimir Valent, Slobodan Šerbanović, Nenad Radojković IRO ,,Građevinska knjiga” Beograd 1989
- An introduction to thermodynamics by Y. V. C. Rao.

## Spoljašnje veze
- Gasno stanje